# Cóc Texas
Cóc Texas là một loài cóc thuộc chi Anaxyrus. Loài cóc này sinh sống ở phía nam Hoa Kỳ và Mexico. Chúng sinh sản trong các vũng nước tạm thời sau khi mưa lớn.

## Phân bố
Cóc Texas là loài bản địa Hoa Kỳ, nơi chúng được tìm thấy ở bang Texas, phạm vi của chúng cũng mở rộng về phía bắc đến Oklahoma, về phía Tây đến New Mexico và phía nam tới phía bắc Mexico. Chúng là loài sinh sống ở sa mạc và được tìm thấy ở đồng cỏ khô, thảo nguyên với cây bụi rải rác và rừng cây gỗ mở, thường là trên đất cát hoặc thường xuyên bị ngập.

## Hành vi
Cóc Texas ăn côn trùng như bọ cánh cứng, kiến và sâu bọ. Chúng đào hang trong đất mềm và có thể chôn vùi mình trong bùn. Đôi khi chúng giấu mình trong một hang chuột nang, trong khúc gỗ hoặc một vết nứt sâu trong bùn để tránh tình trạng hạn hán gay gắt, dành phần lớn thời gian không hoạt động trong thời tiết khô hạn kéo dài.